# تامی کش
تامی کش (انگلیسی: Tommy Cash؛ زادهٔ ۵ آوریل ۱۹۴۰) یک موسیقی‌دان اهل ایالات متحده آمریکا است. وی از سال ۱۹۶۸ میلادی تاکنون مشغول فعالیت بوده‌است.